# Mona Lisa (Lied)
Mona Lisa ist der Titel eines durch Nat King Cole im Jahr 1950 bekannt gemachten Popsongs, der durch zahlreiche Coverversionen zum Evergreen geworden ist.

## Entstehungsgeschichte
Das Original stammt jedoch nicht von Nat King Cole. Es wurde erstmals – allerdings fragmentarisch – im Kinofilm Captain Carey, U.S.A. präsentiert, der am 21. Februar 1950 in die Kinos kam. Die Dreharbeiten hierfür begannen bereits am 14. Februar 1949 und dauerten bis Ende März 1949, einige Korrekturen wurden noch am 5. April 1949 vorgenommen. Die Filmmusikautoren Jay Livingston und Raymond B. Evans hatten Mona Lisa eigens für diesen Film komponiert. 
Jay Livingston schilderte in einem Interview die ungewöhnliche Entstehungsgeschichte des Songs. Für einen in Italien während des Zweiten Weltkriegs spielenden Film mit dem Arbeitstitel O.S.S. musste ein passender Song gefunden werden, der von einem blinden Akkordeonspieler (gespielt von David Leonard) auf der Straße immer dann gespielt werden sollte, wenn er die Landsleute vor einer deutschen Soldatenpatrouille warnen musste. Dafür schrieben die Autoren Mona Lisa, weil es sehr italienisch klang. Dann wurde der Filmtitel jedoch in After Midnight geändert, und auf Wunsch der Produktion sollte auch der Musiktitel angepasst werden. Deshalb verfassten die Autoren einen neuen Text und schrieben After Midnight. Einen Monat später lasen sie im Starmagazin Variety, dass der neue Film nunmehr endgültig Captain Carey, U.S.A. heißen würde. Die Autoren wollten nunmehr wieder auf Mona Lisa zurückgreifen und haben davon auch die Film-Produktion überzeugt. Das Stück, dessen Text eine Frau mit dem mystischen Lächeln des berühmten Gemäldes vergleicht, gewann einen Oscar für den besten Filmsong. Dies war das erste Mal für einen Film, der nicht die Verfilmung eines Musicals war.

## Plattenaufnahmen

Charlie Spivak & Orchestra – Mona Lisa

Die erste kommerzielle Aufnahme stammt vom Orchester Charlie Spivak mit Sänger Tommy Lynn, die den Titel drei Wochen vor der Filmpremiere am 30. Januar 1950 aufnahmen. Nach Veröffentlichung im Juli 1950 gelangte das Original bis auf Rang 16 der Pop-Hitparade. Es folgte das Orchester Harry James (Sänger: Dick Williams) mit seiner Aufnahme vom 2. März 1950, dessen im August 1950 veröffentlichte Fassung sich auf Rang 14 platzieren konnte.   
Nat King Cole ließ sich bei seiner Version von einem Orchester unter Leitung von Les Baxter begleiten. Mona Lisa wurde mit einem Arrangement von Nelson Riddle am 11. März 1950 aufgenommen und im Mai 1950 auf den Markt gebracht. Die romantische Ballade erreichte den ersten Rang, den sie für 8 Wochen innehatte und wurde mehr als 2 Millionen Mal umgesetzt. Jazzpianist Cole etablierte mit seiner sonoren Bass-Stimme bei Mona Lisa seinen Ruf als Interpret romantischer Balladen.  

Nat King Cole – Mona Lisa

Die nächste Aufnahme stammte vom Orchester Victor Young mit Don Cherry, die ihre Version im Mai 1950 aufnahmen und hiermit bis auf Platz 7 vordringen konnten. Insgesamt gelangten 7 Versionen bereits im Entstehungsjahr 1950 in die Hitparade, darüber hinaus noch von Art Lund, Ralph Flanagan und Dennis Day. 
Carl Mann nahm bei Sun Records mit seiner Band im Januar 1959 eine Rockabilly-Version von Mona Lisa auf, produziert vom Sun-Promotion Manager Cecil Scaife. Labelchef Sam Phillips war hiervon jedoch nicht überzeugt: „Wir veröffentlichen kein mittelmäßiges Produkt.“ Als Country-Sänger Conway Twitty von Manns Fassung hörte, war er vom Arrangement begeistert und nahm am 18. Februar 1959 in Nashville unter Jim Vienneau eine eigene Version auf. Daraufhin entschied Phillips, Manns Fassung am 15. März 1959 zu veröffentlichen; sie erreichte Rang 25 der Popcharts, während Conway Twittys Version am 6. Juli 1959 auf den Markt kam und bis auf Platz 29 gelangte.

## Weitere Coverversionen und Statistik
Im Dezember 1950 brachte Fred Weyrich eine von Kurt Feltz verfasste deutsche Version heraus (B-Seite von Serenate Celesta; Amiga #1295), die er immer dicht am Rande des Sentimentalen sang. Detlev Lais und Gerhard Wendland folgten im Jahr 1951. Der betagte Sonny Rollins stand mit seinem Quartett am 7. Oktober 1995 in New York im Studio und verewigte den Klassiker Mona Lisa. 2022 veröffentlichte Michael Hurley auf dem Album Sweetkorn eine Countryversion von Mona Lisa. ASCAP hat etwa 90 Versionen hiervon registriert. Für die beiden auf Filmmusik spezialisierten Autoren sind dort 519 (für Evans) und 528 Kompositionen (für Livingston) urheberrechtlich geschützt.